# Jair Valoy
Jair Valoy (Cali, Valle del Cauca, Colombia; 24 de noviembre de 1986) es un futbolista colombiano. Juega de mediocampista y actualmente se encuentra sin equipo.

## Clubes
| Club                    | País     | Año         |
| ----------------------- | -------- | ----------- |
| Deportes Quindío        | Colombia | 2004 - 2008 |
| Boyacá Chicó            | Colombia | 2009        |
| Centauros Villavicencio | Colombia | 2009        |
| Cortuluá                | Colombia | 2010        |